# Scott Franklin
Scott Franklin é um produtor cinematográfico norte-americano. Como reconhecimento, foi nomeado ao Oscar 2011 na categoria de Melhor Filme por Black Swan.